# Cremnops nigrosternum
Cremnops nigrosternum är en stekelart som först beskrevs av Morrison 1917.  Cremnops nigrosternum ingår i släktet Cremnops och familjen bracksteklar. Inga underarter finns listade i Catalogue of Life.